# Vanessa Lynn Williams
Pour les articles homonymes, voir Vanessa Williams et Williams.
Ne doit pas être confondu avec Lynn Kanuka-Williams.
Vanessa Williams est une actrice, chanteuse, productrice et mannequin américaine, née le 18 mars 1963 à New York, dans le Bronx.
En 1984, elle est la première afro-américaine couronnée Miss America. Chanteuse à succès, principalement aux États-Unis, elle a sorti 8 albums, entre 1988 et 2009. Elle a été nommée, à de nombreuses reprises, à la cérémonie des Grammy Awards.
Au cinéma, elle confirme sa notoriété, à la fin des années 1990, grâce à des productions comme : L'Effaceur (1996), Soul Food et Les Seigneurs de Harlem (1997) et Shaft (2000). En 2009, elle joue dans le film Hannah Montana et elle confirme avec la comédie Tentation : Confession d'une femme mariée, sorti en 2013.
À la télévision, elle est reconnue pour avoir joué dans les séries télévisées South Beach, Ugly Betty, Desperate Housewives et 666 Park Avenue grâce auxquelles elle se retrouve nommée aux Emmy Awards et remporte des prix aux NAACP Image Awards et lors des Satellite Awards.

## Biographie

### Formation
Vanessa Lynn Williams naît et grandit à Millwood, dans l'état de New York, au sein d'une famille issue de la classe moyenne, avec ses parents Milton et Helen Williams, tous deux métis et professeurs de musique, ainsi que son frère Christopher, de quatre ans son cadet. Toute petite, ils l'encouragent à suivre des études musicales, débutant par le piano et les cuivres, en particulier le cor d'harmonie, instruments particulièrement complexes à maîtriser. Elle préfère néanmoins le chant et il s'avère qu'elle développe un réel potentiel.
Diplômée de l'université de Syracuse, à New York, grâce à une bourse, elle suit des cours d'art dramatique. Pourtant, elle abandonne ses études pour se tourner vers une carrière artistique, commençant par s'inscrire, au début des années 1980 à des concours de beauté.
En 2008, elle finit par recevoir son bachelor des arts dramatiques de l'université Syracuse, grâce à son expérience dans l'industrie, ses performances substantielles sur scène et à l'écran.

### Débuts et révélation en tant que Miss America
Vanessa Williams devient Miss Syracuse, Miss New York en 1983 et enfin la première afro-américaine à remporter le titre de Miss America 1984 (elle est officiellement élue à Atlantic City le 17 septembre 1983). Ce titre est doublement difficile à porter, la communauté noire n'appréciant pas son statut de « première noire Miss America » et la communauté blanche lui reprochant d'avoir pris la place « traditionnellement réservée aux blanches ».
À ce malaise s'additionne la menace de parution par le magazine Penthouse, au cours de l'été 1984, de clichés suggestifs pris avant son élection, en 1982, l'obligeant à remettre son titre à sa première dauphine, Suzette Charles, elle aussi afro-américaine, devenant ainsi la seconde de l'histoire de Miss America. Beaucoup de monde pense alors sa carrière terminée.

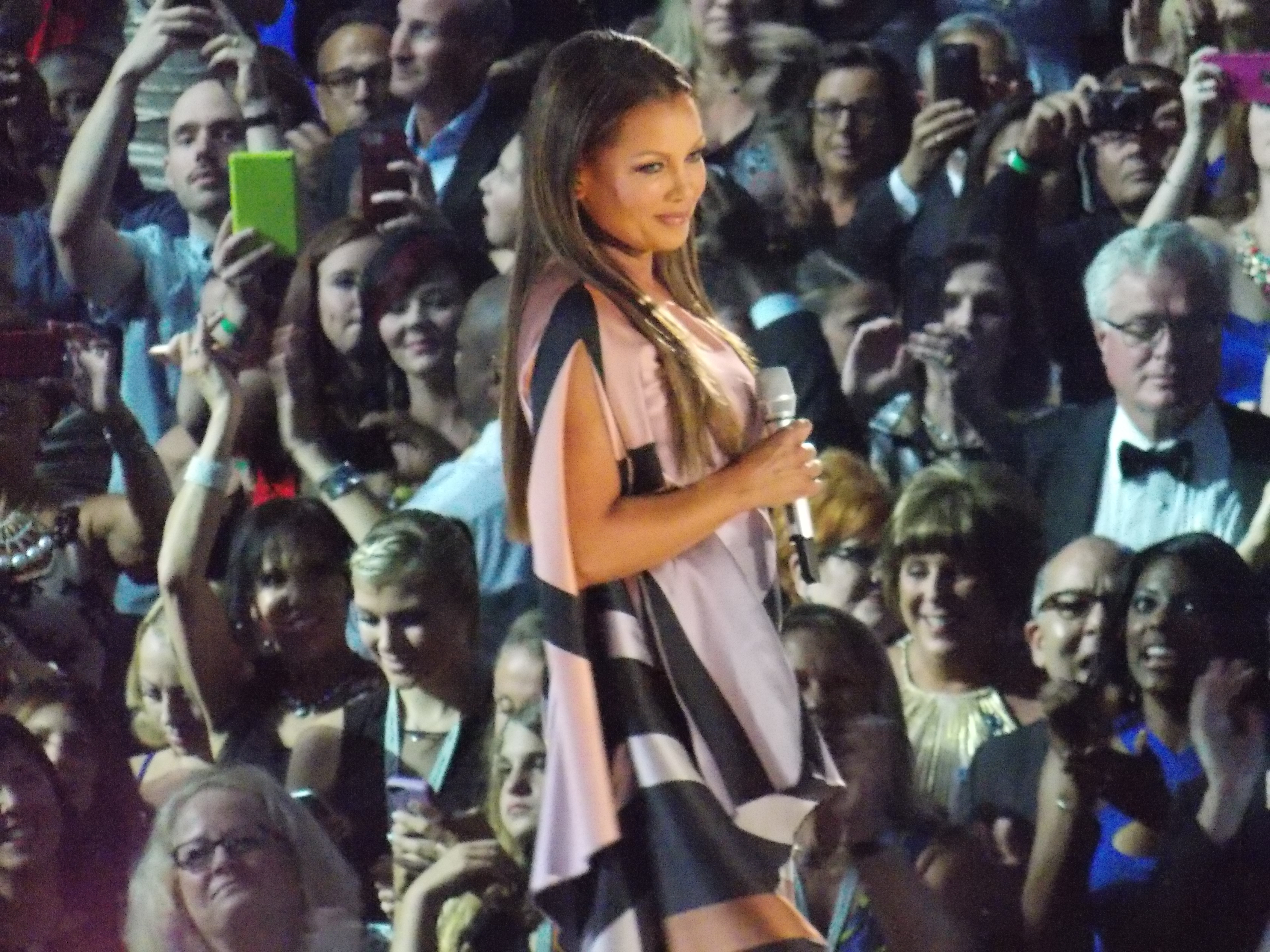
Vanessa Williams, en 2016, lors de l'hommage qui lui est rendu par le comité Miss USA.

Trente-deux ans plus tard, le comité Miss America s'est excusé, en lui rendant un vibrant hommage ainsi que sa couronne et son titre de Miss America,,, lors de l’élection de Miss USA 2016, à laquelle Vanessa assistait en tant que présidente du jury. Sam Haskell, le président du comité lui déclarera : 

« Vous avez vécu toute votre vie avec grâce et dignité et cela n'a jamais été aussi évident que lors des événements de 1984, lorsque vous avez dû démissionner. Aucun d'entre nous ici n'est impliqué dans cette décision mais de la part du comité actuel, je tiens à vous présenter des excuses à vous, ainsi qu'à votre mère, Madame Helen Williams, pour tout ce qui a été dit ou fait et qui aurait pu vous faire sentir moins Miss America que vous êtes, et que vous serez à jamais. »

### Cinéma, télévision, musique, théâtre

#### Percée et ascension
Avec son manager et premier époux Ramon Hervey, elle entreprend une carrière de chanteuse, enregistrant son premier album en 1988 The Right Stuff. Son premier single, Right Stuff connaît un grand succès dans les charts R&B mais c'est surtout le troisième extrait issu de son premier album, Dreamin, qui fait entrer Vanessa Williams dans les dix premières places du Billboard Hot 100. L'album devient disque d'or et lui permet d'obtenir trois candidatures aux Grammy Awards.
Les plus gros succès sont les chansons Running Back To You, Love Is, The Sweetest Days, Colors of the Wind (thème de Pocahontas qui a connu un succès d'envergure mondiale grâce au film), The Comfort Zone et Just For Tonight. L'un de ses plus gros succès, Save The Best For Last est en tête du Billboard Hot 100 pendant cinq semaines, du 21 mars au 18 avril 1992. Au total, Vanessa Williams vend plus de six millions d'albums.
Au cours de sa carrière, l'actrice a sorti de nombreux albums : The Comfort Zone, en 1991, lui permet d'être nommé à cinq reprises lors des Grammy Awards, il est également son plus grand succès et s'est écoulé à plus de deux millions d'exemplaires. Il est suivi, en 1994, par l'opus The Sweetest Days, d'influence jazz qui est une nouvelle fois adoubé par la profession. À partir de cette année, elle commence à jouer dans de nombreuses pièces de Broadway, tenant notamment le premier rôle dans Le Baiser de la femme araignée pour lequel elle reçut d'excellentes critiques.
Elle a également sorti deux albums spécialement pour la période de Noël : Star Bright (1996) et Silver & Gold (2004) tout en alternant avec le R&B et la Soul pour les albums Next (1997) et Everlasting Love (2005).
Parallèlement à sa carrière de chanteuse, Vanessa Williams devient aussi actrice de cinéma et de séries télévisées. Réussissant au fil des années, à devenir un visage reconnu et familier. Ses principales premières apparitions sont des rôles de guest star, entre autres dans La croisière s'amuse, Le Prince de Bel-Air, Star Trek: Deep Space Nine et Ally McBeal. Elle fait aussi de nombreuses apparitions dans des téléfilms ou des mini-séries comme Perry Mason: The Case of the Silenced Singer et The Jacksons: An American Dream.
En 1995, le téléfilm Bye Bye Birdie, de type comédie musicale, dont elle occupe le rôle-titre remporte le Primetime Emmy Awards de la meilleure musique.
Au cinéma, Vanessa Williams tourne en 1996 L'Effaceur, aux côtés d'Arnold Schwarzenegger, le film est un énorme succès au box office mondial et lui permet d'accroître sa popularité. Il est nommé meilleur film international lors des Bambi Awards.
Forte de cette visibilité, elle multiplie les apparitions : en 1997, elle joue dans la comédie dramatique Soul Food, son interprétation lui permet de remporter le titre de meilleure actrice lors des NAACP Image Awards, une cérémonie qui récompense, chaque année, les professionnels de la communauté afro-américaine. Elle est ensuite la tête d'affiche de la comédie romantique Dance With Me, sorti en 1998, qui est bien accueilli par la critique  mais rencontre un moindre succès lors de sa sortie dans les salles.
En 1998, elle joue au théâtre dans une version moderne de St. Louis Woman.

#### Cinéma, succès télévisuels et Best-Of Musical

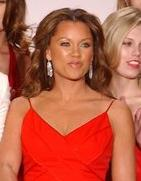
Vanessa Williams, en 2004, au défilé The Heart Truth's Red Dress Collection.

En 2000, elle est le premier rôle féminin du film d'action Shaft, avec Samuel L. Jackson, il s'agit du remake du film Les Nuits rouges de Harlem, réalisé en 1971, qui rencontre un franc succès. En 2002, on la retrouve sur les planches où elle devient l'une des incarnations de Carmen Jones, prestation saluée par la critique. Elle est également nommée aux Tony Awards pour sa performance dans le rôle de la sorcière dans la pièce de Stephen Sondheim, Into The Woods.
En 2003, elle obtient un rôle récurrent dans la série policière Boomtown, puis, elle participe également à l'émission de télévision Saturday Night Live. Cette année voit la sortie de sa première compilation, The Best of Vanessa Williams. L'année d'après, en 2004, parait l'album thématique Love Songs, composé uniquement de reprises de chansons d'amour. Sur le grand écran, elle est à l'affiche de la comédie familiale Les Vacances de la famille Johnson, film indépendant à petit budget qui réussit à créer la surprise au box-office en étant largement rentabilisé.

Début 2006, Vanessa Williams tourne dans la série télévisée South Beach, pour la chaîne UPN avant d'obtenir l'un des rôles principaux de la série Ugly Betty, elle y tient le rôle de Wilhelmina Slater, antagoniste du personnage principal. Ce rôle lui assure un retour sur la scène médiatique. Notamment produite par l'actrice Salma Hayek, la série suit le parcours d'une fille au physique peu conventionnel dans un prestigieux magazine de mode. C'est un véritable succès d'audiences, la série reçoit d'excellentes critiques et décroche plusieurs nominations et récompenses à de prestigieuses cérémonies. L'ensemble du casting est par exemple, nommé lors de la quatorzième cérémonie des Screen Actors Guild Awards. Vanessa Williams est saluée, à titre personnelle, par la profession, elle remporte le Satellite Awards de la meilleure actrice de série télé dans un second rôle ainsi que le NAACP Image Awards et elle est élue Meilleure méchant lors des Teen Choice Awards. 

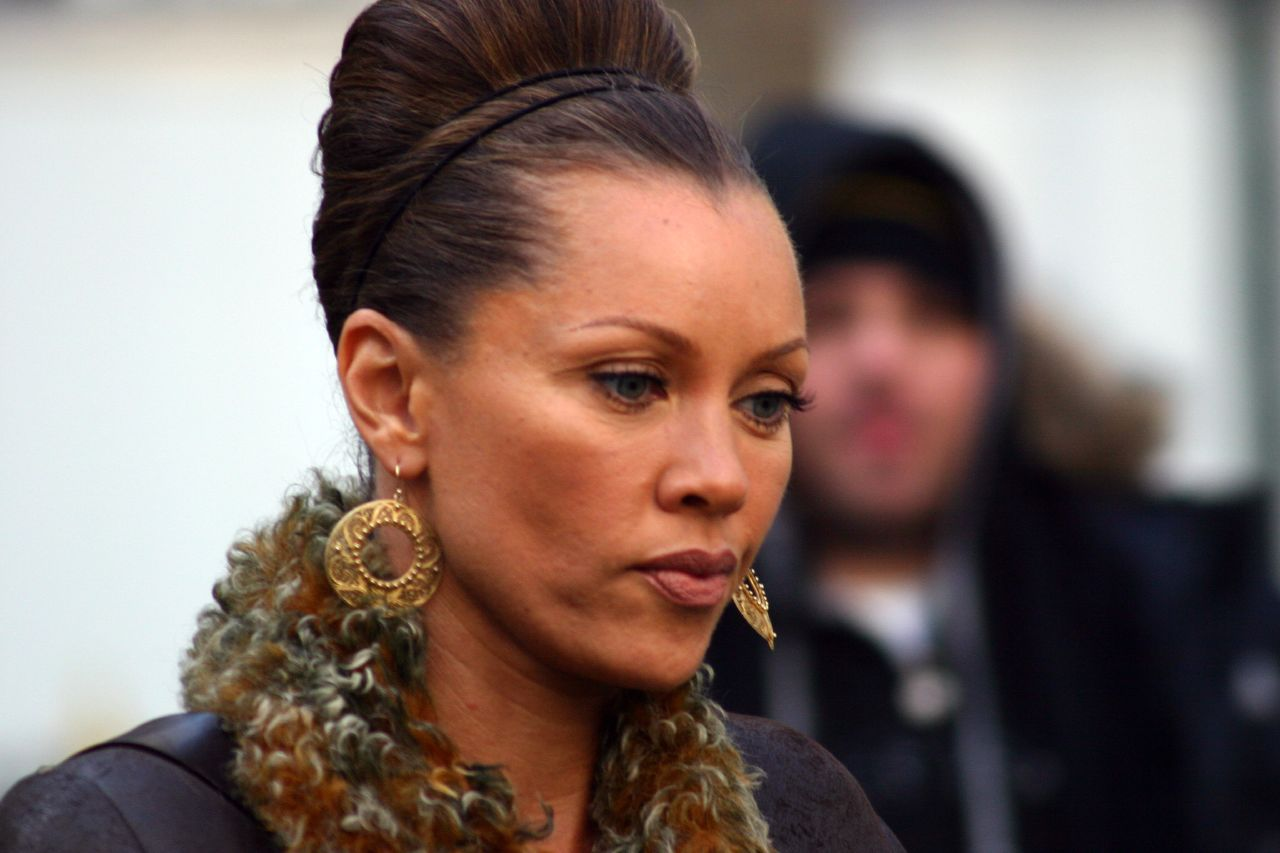
Vanessa Williams, en 2007, lors de la Mercedes-Benz fashion week show.

En 2007, elle renoue avec le cinéma indépendant en étant la star du drame My Brother pour lequel elle remporte de nombreuses citations au titre de meilleure actrice dans plusieurs cérémonies. Côté musique, elle commercialise une seconde compilation, The Best of Vanessa Williams : Volume 2.
En 2009, elle incarne l'agent de Miley Cyrus dans Hannah Montana, le film, l’adaptation au cinéma de la série télévisée du même nom. Le film est un franc succès et lui permet de renouer avec les hauteurs du box office mondial. L'opus Real Thing, paru également en 2009, est son dernier album en date, il a d'ailleurs été très bien accueilli par la critique, étant considéré comme un retour aux sources du Jazz contemporain.

#### Télévision et rôles réguliers

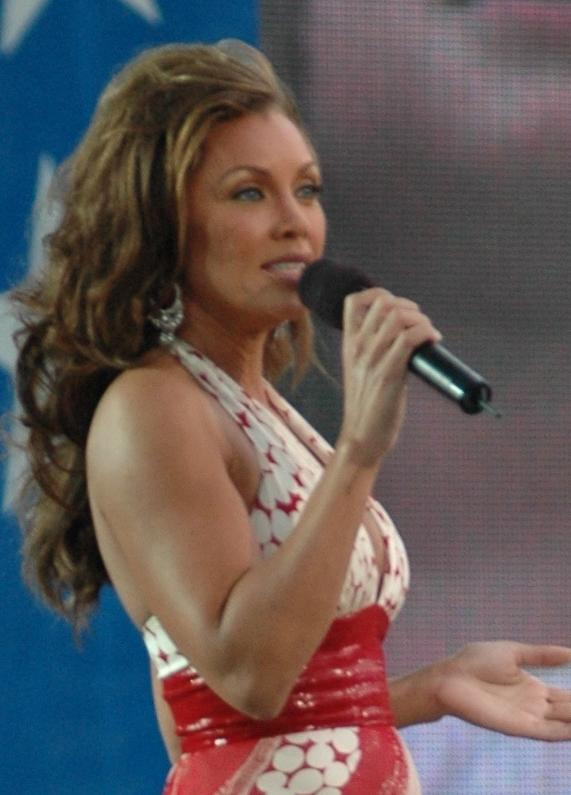
En 2010, Vanessa Williams chante l'hymne américain.

En 2010, elle joue à Broadway pour le spectacle musical Soundheim on Soudheim. Avant de faire son retour sur le petit écran, la même année, en intégrant le casting de la série au succès mondial Desperate Housewives, pour les deux dernières saisons du show. Le nom de son personnage de femme au foyer, Renee Perry, est une référence à Ugly Betty. En effet, dans cette série, la sœur du personnage qu'elle incarne se prénomme Renee. Elle est la cinquième housewives, remplaçant au pied levé l'actrice Nicollette Sheridan remerciée par la production et dont le personnage a été sacrifié. La prestation de Vanessa est une nouvelle fois récompensée par la critique. 2010 toujours, elle est récompensée durant la cérémonie des Satellite Awards d'un prix d'honneur pour l'ensemble de sa carrière.
En 2012, elle interprète le rôle de Olivia Doran, dans la série 666 Park Avenue, diffusée sur ABC. Malgré une bonne réception de la part des critiques, l'audience n'est pas au rendez-vous et le show est annulée à la fin de la première saison.

En 2013, Desperate Housewives s'arrête à l'issue de la huitième saison. La même année, le 29 mars 2013 aux États-Unis, sort le film Tentation : Confession d'une femme mariée, qui marque son retour sur le grand écran. Dans ce récit, elle tient tête à Jurnee Smollett, Kim Kardashian et Brandy Norwood. Le film est un succès en récoltant 53,125,354 millions de dollars de recettes, rien qu'aux États-Unis. Le film sort directement en DVD en France, le 22 aout 2014. Toujours en 2013, elle fait une prestation remarquée dans la pièce de théâtre The Trip to Bountiful (en), qui sera adaptée à la télévision, l'année d'après, avec entre autres Cicely Tyson et Cuba Gooding Jr.. La version télévisée permettra à Vanessa d'être citée pour un Black Reel Awards.

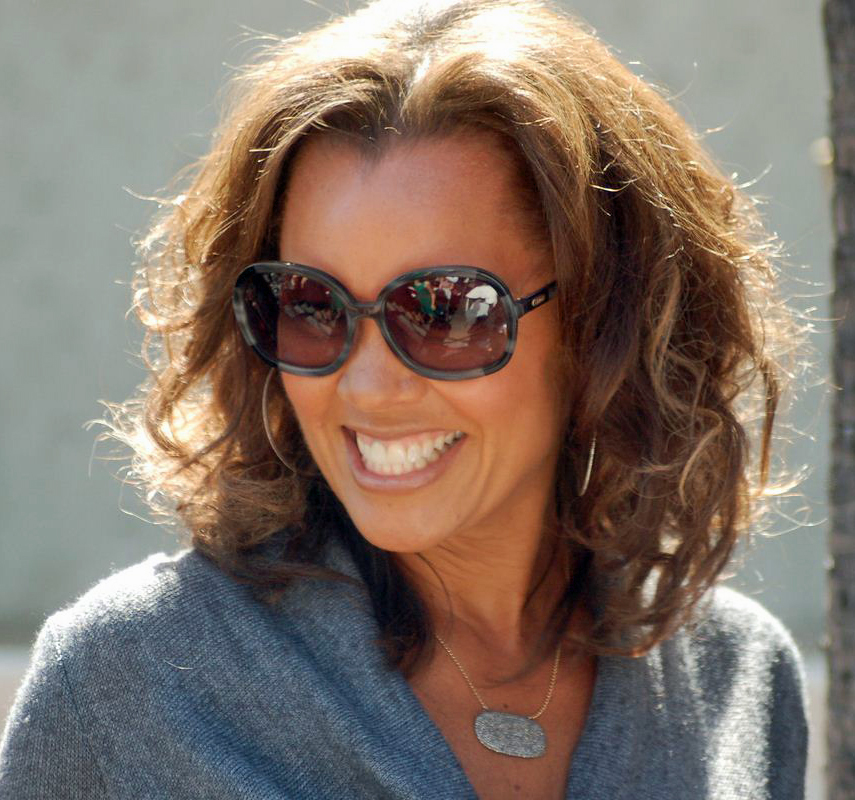
Vanessa Williams, en 2012.

En 2014, elle double l'un des personnages dans le film d’animation japonais : Souvenirs de Marnie, nommé pour l'Oscar du meilleur film d'animation. Cette année-là, elle retourne sur les planches de Broadway et séduit le public pour la comédie musicale After Midnight . Elle enchaîne avec la production classique Show Boat, en 2015, qui récolte d'excellentes critiques de la part des amateurs. Puis, elle multiplie les apparitions dans les séries télévisées : Elle joue les invitées de marque pour la série dramatique The Good Wife avec Julianna Margulies; elle joue dans deux épisodes de la série médicale Royal Pains et apparaît dans la sitcom The Mindy Project.

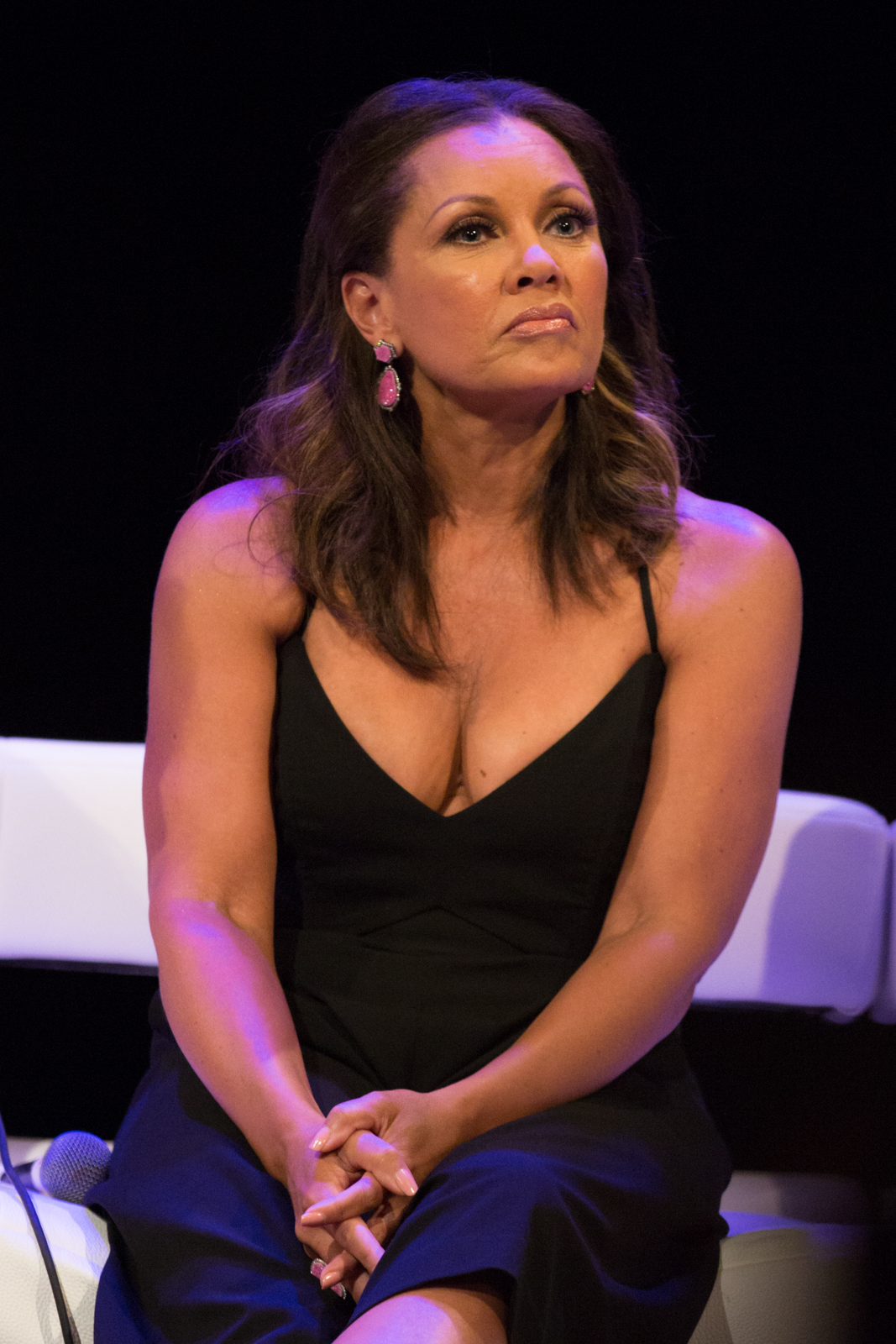
Lors de l'édition 2016 de l'ATX Television Festival.

En 2016, elle continue sur sa lancée et apparaît dans un épisode de la série Broad City, considérée comme un ersatz d'un autre show Girls. Ensuite, elle rejoint la troisième saison de la série Flynn Carson et les Nouveaux Aventuriers, pour un arc de plusieurs épisodes. En mars de cette même année, elle lance sa propre ligne de vêtement : V by Vanessa Williams en partenariat avec EVINE Live.
En 2017, elle fait son retour télévisuel en devenant l’héroïne principale de la série télévisée Daytime Divas. Cette comédie, qui se moque ouvertement des soap opéra, suit le quotidien de cinq chroniqueuses d'un talk-show qui abordent des sujets tels que l'amour, la politique et les derniers potins. C'est toutefois dans les coulisses que se trouvent les ragots les plus croustillants : entre luttes de pouvoir, caprices de divas et liaisons torrides. Considérée comme la star du show, les premières critiques sont enthousiastes. Le programme est cependant annulé par la chaîne, faute d’audiences. Dans le même temps, elle fait une apparition dans Modern Family.
Encouragée par les critiques, globalement positives, sur son rôle de vedette dans une série, et ce, malgré la courte durée de Daytime Divas, elle rejoint ensuite le casting d'une nouvelle comédie, False Profits. Dans cette série qui suit le parcours de femmes fauchées tentant de se faire un nom dans le milieu des cosmétiques, elle jouera le rôle de Suzanne, chef d'un groupe de vendeuses dans la banlieue de l'Arizona, qui tente de recruter Laura (incarnée par Bellamy Young, révélée par Scandal). Ce nouveau rôle marque son retour télévisuel sur la chaîne ABC, avec laquelle, l'actrice avait déjà travaillé, à plusieurs reprises, pour les séries Ugly Betty, Desperate Housewives et 666 Park Avenue. Cependant, la chaîne prend la décision de ne pas donner suite à ce pilote tout en lui octroyant un premier rôle dans une sitcom en développement, Happily Accident. Cette série est notamment développée par les scénaristes de Modern Family, elle est co-produite par 20th Century Fox et ABC Studios.
En 2020, elle joue un second rôle dans la comédie horrifique Bad Hair réalisée par Justin Simien aux côtés de Michelle Hurd, Lena Waithe, Blair Underwood, Laverne Cox et James Van Der Beek. Cette production indépendante est saluée par la critique américaine.

## Vie privée
Le 2 janvier 1987, à 23 ans, Vanessa épouse son manager, Ramon Hervey II, âgé de 36 ans à l'époque - qu'elle fréquente depuis moins d'un an. Ensemble, ils ont trois enfants. Le couple divorce en août 1997, au bout de dix ans de mariage.
Le 26 septembre 1999, Vanessa épouse l'ancien joueur canadien de basket-ball et membre de l'équipe des Lakers de Los Angeles, Rick Fox, au bout de quelques mois de relation. Ensemble, ils ont une fille (née le 1er mai 2000). Ils divorcent en août 2004.
En septembre 2012, Vanessa annonce qu'elle s'est fiancée à Jim Skrip, au bout de deux ans de vie commune. Ils se sont mariés le 4 juillet 2015.
En 2012, Vanessa publie son autobiographie avec la participation de sa mère, Helene. Le livre, intitulé You Have No Idea aborde ses secrets les plus pénibles comme son agression sexuelle alors qu'elle n'était qu'en classe de CM2. Puis, elle y parle de son avortement alors qu'elle était encore lycéenne, avouant que sa mère ne fut pas mise au courant à l'époque. Elle revient également sur son couronnement en 1983 qui lui permet de marquer l'histoire en devenant la première Miss America afro-américaine. Et elle n'hésite pas à revenir sur le scandale des photos d'elle nue publiées dans le magazine Penthouse. Elle parle de la honte qu'elle a ressentie et ses remords concernant la confiance accordée au photographe, qui lui avait pourtant promis de ne pas diffuser les clichés.
Vanessa Williams est impliquée dans un certain nombre de causes humanitaires. Elle soutient la communauté LGBT et le mariage gay. En 2011, elle participe à une campagne de défense des droits intitulée New Yorkers for Marriage Equality. Elle est également associée à l'organisation Dress For Succes, qui fournit des vêtements aux démunis. Elle intervient également dans une école pour garçons difficiles, The San Miquel de Newburgh.

### Nom de scène
Elle est le plus souvent connue sous le nom public de « Vanessa Williams ».
Il y a cependant eu confusion, occasionnelle, avec une autre actrice Vanessa A. Williams. Elles ont toutes les deux le même âge et ont été révélées à partir des années 1980. Par exemple, lors de la victoire de Vanessa au concours de Miss America, le chèque a été envoyé par erreur à son homonyme. Au cinéma, la confusion est problématique, elles sont finalement obligées de trouver un compromis et c'est ainsi que Vanessa en est venue à utiliser, très souvent, le nom de scène : Vanessa L. Williams.
Finalement, à la suite d'une énième confusion, ayant toutes les deux joué dans une version du drame Soul Food, la Screen Actors Guild Awards prend la décision arbitraire de les autoriser à utiliser toutes les deux le pseudonyme « Vanessa Williams », en gommant l'usage de la lettre A pour l'une et L pour l'autre.

## Discographie
- 1988 : The Right Stuff
- 1991 : The Comfort Zone
- 1995 : The Sweetest Days
- 1996 : Star Bright
- 1997 : Next
- 2002 : Vanessa
- 2003 : The Best of Vanessa Williams
- 2004 : Silver and Gold
- 2004 : Love Songs
- 2005 : Everlasting Love
- 2007 : The Best of Vanessa Williams : Volume 2
- 2009 : The Real Thing
- 2024 : Legs (keep dancing), single

## Théâtre – Concert
- 1993-1995 : Kiss of the Spider Woman : Spider Woman / Aurora, du 3 mai 1993 au 1er juillet 1995
- 2002 : Into the Woods : La sorcière, du 30 avril 2002 au 29 décembre 2002
- 2004 : Vanessa Williams : Silver & Gold, du 1er au 5 décembre 2004
- 2010 : Sondheim on Sondheim, du 22 avril 2010 au 27 juillet 2010
- 2013 : The Trip to Bountiful (en) : Jessie Mae Watts, du 23 avril 2013 au 9 octobre 2013
- 2013-2014 : After Midnight, du 3 novembre 2013 au 29 juin 2014 (remplacée du 1er avril 2014 au 11 mai 2014)

## Filmographie
Note : Cette section récapitule les principaux films et séries dans lesquelles Vanessa apparaît. Pour une liste plus complète, se référer aux sites IMDbet IBDb.

### Cinéma

#### Longs métrages
- 1987 : Le Dragueur (The Pick-up Artist) de James Toback : Rae
- 1988 : L'Arme au poing (Under the Gun) de James Sbardellati : Samantha Richards
- 1991 : Harley Davidson et l'Homme aux santiags de Simon Wincer : Lulu Daniels
- 1991 : Le Menteur et le Tricheur de Maurice Phillips : Gloria
- 1994 : Score with Chicks de Martin Keegan : rôle non communiqué (vidéofilm)
- 1996 : L'Effaceur de Chuck Russell : Lee Cullen
- 1997 : Les Seigneurs de Harlem de Bill Duke : Francine Hughes
- 1997 : Soul Food de George Tillman Jr. : Teri
- 1998 : Danse Passion de Randa Haines : Ruby Sinclair
- 1999 : Light It Up de Craig Bolotin : Audrey McDonald
- 2000 : Shaft de John Singleton : Carmen Vasquez
- 2002 : Les Vacances de la famille Johnson de Christopher Erskin : Dorothy Johnson
- 2006 : My Brother d'Anthony Lover : L'Tisha Morton
- 2007 : And Then Came Love de Richard Schenkman : Julie
- 2009 : Hannah Montana, le film de Peter Chelsom : Vita
- 2013 : Tentation : Confession d'une femme mariée de Tyler Perry : Janice
- 2013 : He's Way More Famous Than You de Michael Urie : Elle-même
- 2017 : The Man from Earth: Holocene de Richard Schenkman : Carolyn
- 2019 : Miss Virginia de R.J. Daniel Hanna : Sally Rae
- 2020 : Bad Hair de Justin Simien : Zora
- 2023 : Sur la bonne voie de Shruti Ganguly : Patty

### Télévision

#### Téléfilms
- 1989 : Full Exposure: The Sex Tapes Scandal de Noel Nosseck : Valentine Hayward
- 1990 : Un enfant pour Noël (The Kid Who Loved Christmas) de Arthur Allan Seidelman : Lynette Parks
- 1990 : Seriously... Phil Collins de James Yukich : Rachel
- 1990 : Perry Mason - La dernière note (Perry Mason: The Case of the Silenced Singer) de Ron Satlof : Terri Knight
- 1992 : Stompin' at the Savoy de Debbie Allen : Pauline
- 1995 : Mort Clinique (Nothing Lasts Forever) de Jack Bender : Dr Kathy 'Kat' Hunter
- 1995 : Bye Bye Birdie de Gene Saks : Rose Alvarez
- 1998 : Futuresport de Ernest R. Dickerson : Alex Torres
- 2000 : The Courage to Love de Kari Skogland : Mère Henriette Delille
- 2000 : Les Fantômes de Noël (A Diva's Christmas Carol) de Richard Schenkman : Ebony Scrooge
- 2000 : Don Quichotte (Don Quixote) de Peter Yates : Dulcinée / Aldonza
- 2001 : WW 3 de Robert Mandel : M.J. Blake
- 2002 : Keep the Faith, Baby de Doug McHenry : Hazel Scott
- 2007 : The Beautiful World of Ugly Betty de Angela Heins et Malyssa Woodward : Narratrice / Wilhelmina Slater
- 2014 : The Trip to Bountiful de Michael Wilson : Jessie Mae Watts
- 2015 : Fantasy Life de Mark Cendrowski : Terry

#### Séries télévisées
- 1984 : Partners in Crime : Roselle Robins (Saison 1, épisode 1)
- 1986 : The Redd Foxx Show : Jessica (Saison 1, épisode 8)
- 1986 : Hooker : Officier Pat Williamson (Saison 5, épisode 14)
- 1986 : La croisière s'amuse : Pearl (Saison 9, épisode 24)
- 1992 : The Jacksons: An American Dream : Suzanne de Passe (mini-série)
- 1992 : Le Prince de Bel-Air : Danny Mitchell (Saison 3, épisode 11)
- 1995 : Happily Ever After: Fairy Tales for Every Child : La Belle (voix) (Saison 1, épisode 11)
- 1996 : Star Trek: Deep Space Nine : Arandis (Saison 5, épisode 7)
- 1997 : L'Odyssée : Calypso (Saison 1, épisodes 1 et 2)
- 1999 : L.A. Docs : Dr Leanne Barrows (3 épisodes)
- 2002 : Ally McBeal : Sheila Hunt (Saison 5, épisode 19)
- 2002 : Cool Attitude : Debra (voix) (Saison 2, épisode 3)
- 2003 : Boomtown : Détective Katherine Pierce (6 épisodes – rôle récurrent)
- 2006 : South Beach : Elizabeth Bauer (8 épisodes – rôle principal)
- 2006-2010 : Ugly Betty : Wilhelmina Slater (85 épisodes – rôle principal)
- 2010-2012 : Desperate Housewives : Renée Perry (46 épisodes – rôle principal)
- 2012-2013 : 666 Park Avenue : Olivia Doran (13 épisodes – rôle principal)
- 2015 : The Mindy Project : Dr Phillips (Saison 3, épisode 17)
- 2015 : Royal Pains : Olympia Houston (Saison 7, épisodes 4 et 5)
- 2015 : The Good Wife : Courtney Paige (Saison 7, épisodes 7 à 10 – 4 épisodes)
- 2016 : Broad City : Elizabeth Carlton (Saison 3, épisode 3)
- 2016-2017 : Flynn Carson et les Nouveaux Aventuriers : Cynthia Rockwell (saison 3, épisodes 1, 6, 9 et 10)
- 2017 : Difficult People : Trish (saison 3, épisode 2)
- 2017 : Daytime Divas : Maxime Robinson (Rôle principal – 10 épisodes)
- 2017 : Modern Family : Rhonda (1 épisode)
- 2018 : Me, Myself and I : Kelly (3 épisodes)
- 2018 : False Profits : Suzanne (pilote non retenu par ABC)
- 2019 : The First Wives Club : Nancy (1 épisode)
- 2020 : Happy Accident : Sherri (pilote pour ABC)
- 2020-2021 : Twenties : Angela (saison 1, épisode 8 et saison 2, épisodes 3 et 8)
- 2021, 2024 : Girls5eva : Nancy Trace (saison 1, épisodes 7 et 8 et saison 3, épisode 6)
- 2021 : Kenan : Tasha Noble (saison 1, épisode 10)
- 2022 : A Black Lady Sketch Show : Delilah (saison 3, épisode 6)

### En tant que productrice
- 1996 : Vanessa Williams & Friends: Christmas in New York (téléfilm)
- 2000 : The Courage to Love (téléfilm)
- 2004 : Vanessa Williams Christmas: Live by Request (émission de télévision)
- 2007 : And Then Came Love (film)

## Doublage

### Films d'animation
- 1999 : Elmo au pays des grincheux de Gary Halvorson : La Reine des Ordures (voix originale)
- 2001 : Santa, Baby! de Lee Dannacher : Alicia (voix originale)
- 2012 : Delhi Safari de Nikhil Advani : Begum (voix originale)
- 2014 : Souvenirs de Marnie (When Marnie Was There) de Hiromasa Yonebayashi : Hisako (voix originale)
- 2018 : Suicide Squad: Hell to Pay de Sam Liu : Amanda Waller (voix originale, vidéofilm)
- 2018 : Legend of Hallowaiian de Sean Patrick O'Reilly : Déesse du feu (voix originale)
- 2019 : Batman : Silence de Justin Copeland : Amanda Waller (voix originale, vidéofilm)

### Séries d'animation
- 2007-2008 : Mama Mirabelle : Mama Mirabelle (voix – rôle principal, 23 épisodes)
- 2012 : Phinéas et Ferb : Hôtesse de l'air (voix – saison 3, épisode 55)
- 2016-2018 : Milo Murphy's Law : Dr Eileen Underwood (voix – 4 épisodes)
- 2019-2022 : T.O.T.S. : Capitaine Breakman (voix – 64 épisodes)
- 2024 : Vera : Dre Perdue (voix – 6 épisodes)

## Distinctions
Note : Cette section récapitule les principales récompenses et nominations obtenues par Vanessa Lynn Williams. Pour une liste plus complète, se référer aux sites IMDb et IBDb.
Vanessa Williams a reçu de nombreuses récompenses et nominations, y compris des nominations aux Grammy pour des tubes tels que The Right Stuff, Save the Best for Last et Colors of the Wind. De plus, elle a remporté plusieurs nominations aux Emmy Awards, a également été nommé à un Tony Awards, qui récompense les œuvres théâtrales. Elle a été citée plus de sept fois aux NAACP Image Awards et à quatre Satellite Awards.
Elle reçoit son étoile sur Walk of Fame, le 19 mars 2007, pour sa contribution au milieu du divertissement, récompensant l'ensemble de sa carrière,.

### Récompenses
- NAACP Image Award 1983 : Lauréate du Prix de la meilleure nouvelle artiste
- NAACP Image Award 1993 : Lauréate du Prix de l'artiste féminine exceptionnelle de l'année
- 1995 : Theatre World Awards de la meilleure interprétation dans une pièce de théâtre pour Kiss of the Spider Woman
- 1998 : NAACP Image Award de la meilleure actrice pour Soul Food
- Satellite Awards 2003 : Meilleure actrice dans une mini-série ou un téléfilm pour Keep the Faith, Baby
- 2007 : NAACP Image Award de la meilleure actrice dans un second rôle pour Ugly Betty
- Satellite Awards 2007 : Meilleure actrice dans un second rôle pour Ugly Betty
- 2007 : Teen Choice Award de la meilleure méchante pour Ugly Betty
- 2008 : NAACP Image Award de la meilleure actrice dans un second rôle pour Ugly Betty
- New York Women in Film & Television 2010 : Lauréate du Prix Muse
- Satellite Awards 2010 : Lauréate du Prix Mary Pickford Award
- 2011 : NAACP Image Award de la meilleure actrice dans un second rôle pour Desperate Housewives
- Satellite Awards 2011 : Meilleure actrice dans un second rôle dans une série télévisée pour Desperate Housewives
- 2013 : NAACP Image Award de la meilleure actrice dans un second rôle pour Desperate Housewives

### Nominations
- 14 nominations aux Grammy Awards
- Soul Train Awards 1989 : 
  - meilleur album de R&B contemporain par une artiste féminine pour The Right Stuff
  - meilleur signe de R&B contemporain par une artiste féminine pour The Right Stuff
- MTV Video Music Awards 1992 : meilleure vidéo féminine pour Save the Best for Last
- Soul Train Awards 1993 : 
  - chanson de l'année pour Save the Best for Last
  - meilleur single de R&B/Soul par une artiste féminine pour Save the Best for Last
- Soul Train Awards 1994 : meilleur artiste de R&B/Soul pour Love Is
- NAACP Image Award 1996 : Meilleure actrice dans un téléfilm ou une mini série pour Bye Bye Birdie
- NAACP Image Award 1997 : Meilleure performance de variétés / spéciales pour Vanessa Williams & Friends : Christmas in New York
- Acapulco Black Film Festival 1998 : Meilleure actrice pour Soul Food
- NAACP Image Award 1998 : Meilleure actrice dans un téléfilm ou une mini série pour The Odyssey
- ALMA Awards 1999 : Meilleure musique de film pour Dance with Me, avec le titre You Are My Home
- NAACP Image Award 2000 : Meilleure actrice dans un second rôle pour Light It Up
- Blockbuster Entertainment Awards 2001 : Meilleure actrice dans un film d'action pour Shaft
- NAACP Image Award 2001 : Meilleure actrice pour Shaft
- Drama Desk Awards 2002 : Meilleure actrice dans une comédie musicale pour Into the Woods
- Tony Awards 2002 : Meilleure actrice dans une comédie musicale pour Into the Woods
- Black Reel Awards 2003 : Meilleure actrice - Network/Cable pour Keep the Faith, Baby
- NAACP Image Award 2003 : Meilleure actrice dramatique dans un téléfilm ou une mini série pour Keep the Faith, Baby
- Primetime Emmy Awards 2007 : meilleure actrice dans un second rôle dans une série télévisée comique pour Ugly Betty
- 10e cérémonie des Teen Choice Awards 2008 : meilleur méchant dans une série télévisée pour Ugly Betty
- Primetime Emmy Awards 2008 : meilleure actrice dans un second rôle dans une série télévisée comique pour Ugly Betty
- 11e cérémonie des Teen Choice Awards 2009 : meilleur méchant dans une série télévisée pour Ugly Betty
- SAG-AFTRA 2008 : Meilleure actrice dans une série télévisée comique pour Ugly Betty
- NAACP Image Award 2009 : Meilleure actrice de série télé dans un second rôle pour Ugly Betty
- Daytime Emmy Awards 2009 : meilleure performance dans un programme d'animation pour Mama Mirabelle's Home Movies
- Primetime Emmy Awards 2009 : meilleure actrice dans un second rôle dans une série télévisée comique pour Ugly Betty
- NAACP Image Award 2010 : Meilleure actrice de série télé dans un second rôle pour Ugly Betty
- NAACP Image Award 2012 : Meilleure actrice dans une série télévisée comique pour Desperate Housewives
- NAACP Image Award 2014 : Meilleure actrice dans une série télévisée dramatique pour 666 Park Avenue
- Black Reel Awards 2015 : Meilleure actrice dans un second rôle dans un téléfilm ou une mini série pour The Trip to Bountiful
- NAACP Image Award 2015 : Meilleure actrice dans un téléfilm ou une mini série dramatique pour The Trip to Bountiful
- Behind the Voice Actors Awards 2016 : meilleure performance de doublage féminin dans un second rôle dans un téléfilm d'animation pour Souvenirs de Marnie
- Montreal International Wreath Awards Film Festival 2018 : meilleure actrice pour The Man from Earth: Holocene

## Voix françaises
En France, Isabelle Leprince est la voix française régulière de Vanessa L. Williams.